# Takeshi Motoyoshi
Takeshi Motoyoshi (本吉 剛 Motoyoshi Takeshi?,  nacido el 26 de julio de 1967 en Kanagawa) es un exfutbolista japonés que se desempeñaba como defensa.
Motoyoshi fue elegido para integrar la selección nacional de Japón para los Copa Asiática 1988.

## Trayectoria

### Clubes
| Club                  | País  | Año         |
| --------------------- | ----- | ----------- |
| Fujita Industries     | Japón | 1990 - 1991 |
| Urawa Reds            | Japón | 1991 - 1994 |
| Otsuka Pharmaceutical | Japón | 1995 - 1996 |
| Tokyo Gas             | Japón | 1997 - 1998 |